# Martina Emanuel
Martina Emanuel (Milano, 26 dicembre 1985) è una schermitrice britannica.

## Carriera
Pur essendo italiana di nascita, ha la doppia cittadinanza, dato che la madre è inglese; ha optato per gareggiare per la Gran Bretagna.
La sua specialità è il fioretto.
Ha partecipato ai giochi olimpici del 2008, nel fioretto individuale, e del 2012 nel fioretto a squadra.